# Chapelle Saint-Ostian de Viviers
La chapelle Saint-Ostian est une chapelle située à Viviers, en France.

## Localisation
La chapelle est située sur la commune de Viviers, au hameau Saint-Ostian, près du chemin du Pont-romain, dans le département français de l'Ardèche.

## Historique
Une première chapelle dédiée à saint Martin a été construite au VIe siècle et reconstruite au XIe siècle. À proximité, au sommet d'une colline, on peut voir les ruines d'une tour, la tour Saint-Martin, qui permettait de surveiller la vallée de l'Escoutay.
C'est dans la vallée de Couspier qu'a vécu l'ermite saint Ostian au VIe siècle, à l'époque du roi burgonde Sigismond dont il était un proche parent. Après avoir distribué ses biens aux pauvres, il aurait suivi à Viviers le fils du roi, Venance (517-544), évêque de Viviers. Souhaitant vivre en solitaire, l'évêque lui aurait donné la propriété d'une terre dans la vallée du Couspier, au pied de la montagne Bayna. Il y a vécu une quinzaine d'années pendant lesquelles il a fait des miracles. Au IXe siècle, l'évêque Bernoin (851-874) a ouvert son tombeau et y a prélevé quelques ossements qu'il a donnés à Girart de Roussillon et à sa femme, Berthe, puis a replacé les ossements sous le chœur de la chapelle qu'il avait fait agrandir et restaurer.  On a retrouvé son sarcophage derrière l'autel de la chapelle, dans un sarcophage de pierre, en 1869. Après avoir déclaré ces reliques comme authentiques, une partie des ossements ont été transportés dans la cathédrale de Viviers le 24 août 1880 et déposés dans la chapelle des Corps-Saints. Le reste des ossements ont été laissés dans la crypte de la chapelle Saint-Ostian restaurée. La construction de cette crypte a entraîné l'exhaussement du sol du chœur.
Les habitants de Viviers venaient en procession à la chapelle pour obtenir la pluie. En 1711, on note dans les délibérations du conseil municipal la « demande de procession et de grande-messe à l'église Saint-Martin pour faire cesser la sècheresse ».
De nombreuses pierres d'une église précédente de facture carolingienne ont été encastrées dans les murs de la chapelle.

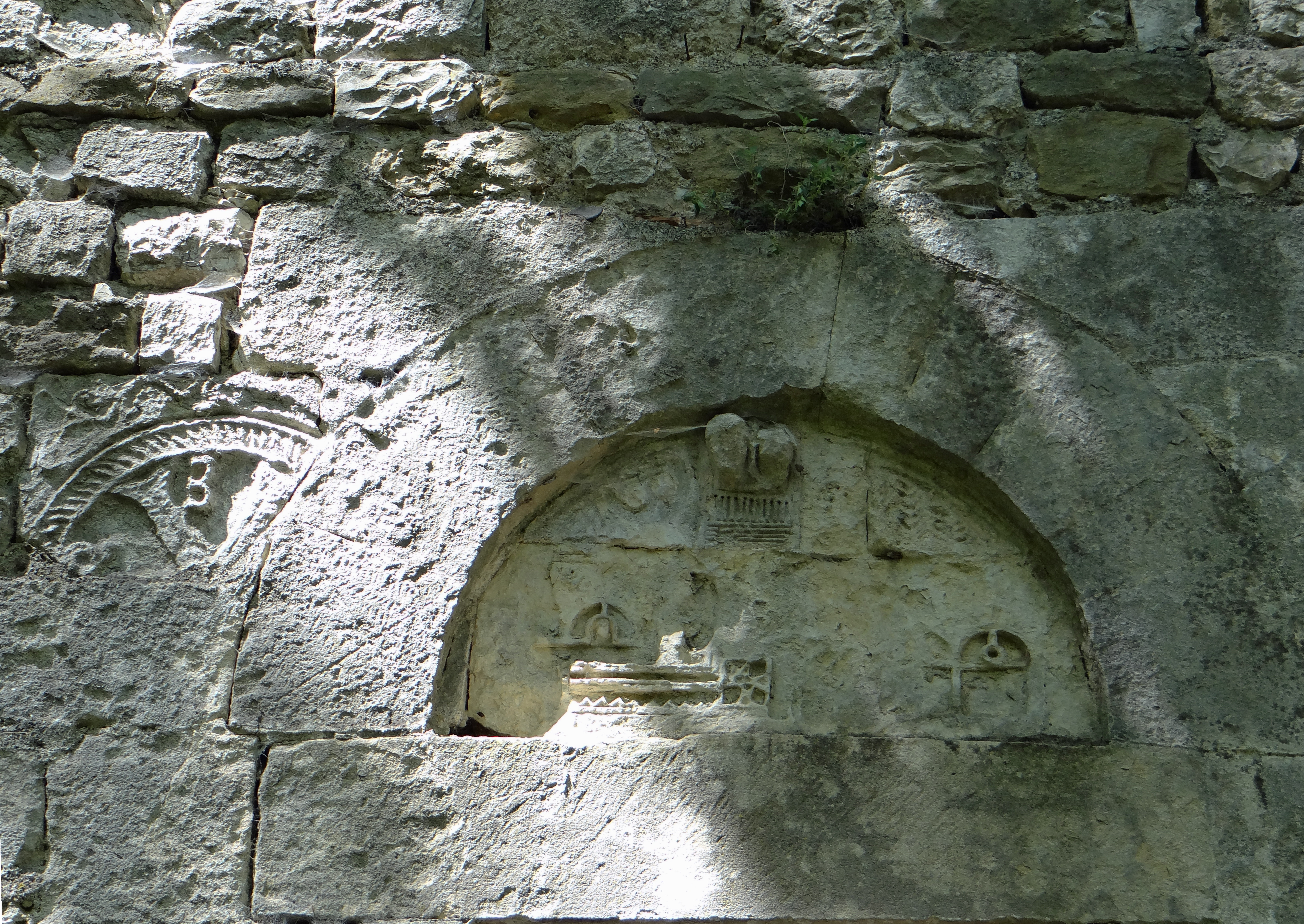
Tympan du XIe siècle de la porte latérale et morceau de chancel du IXe siècle en remploi.
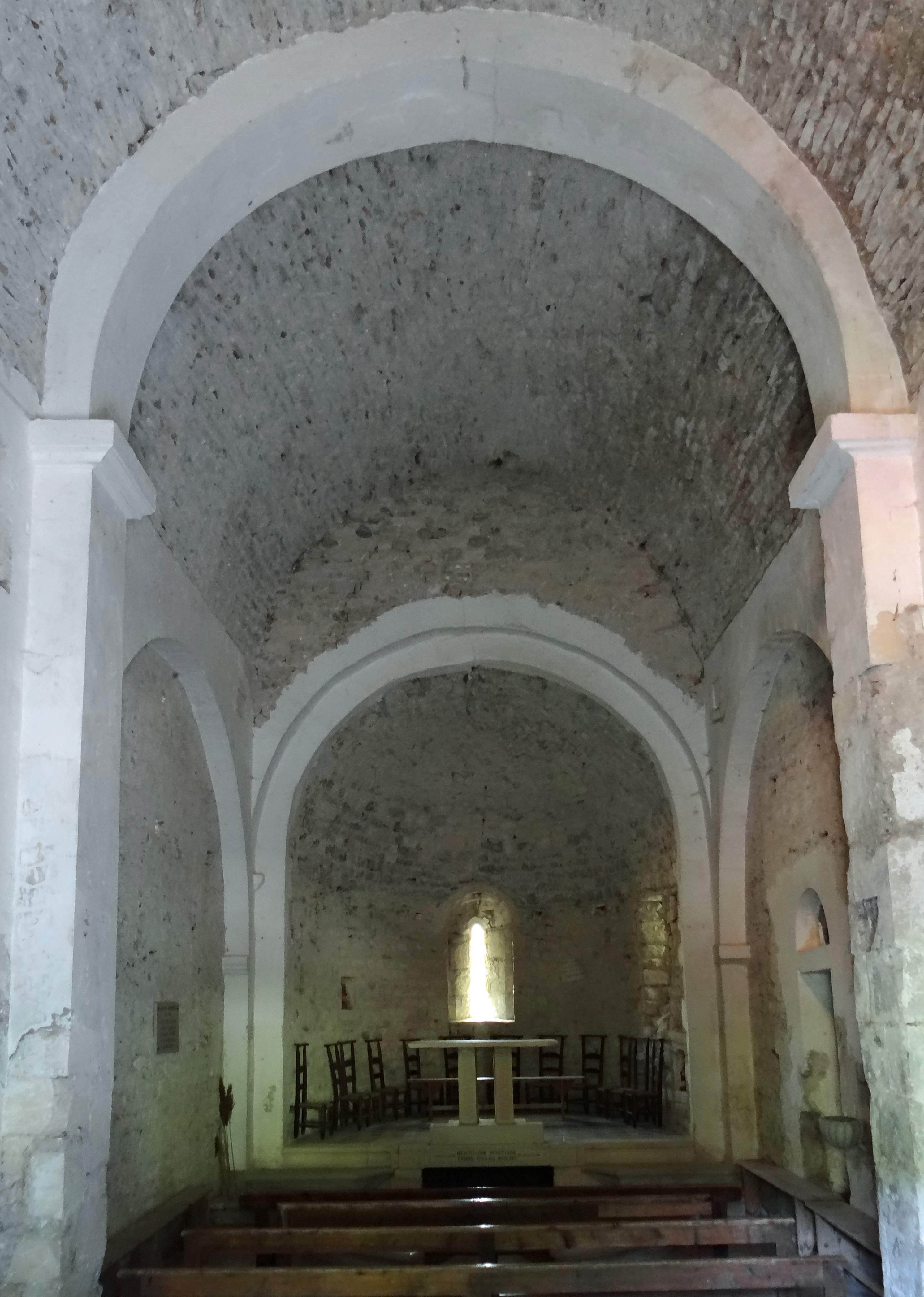
Nef de la chapelle.
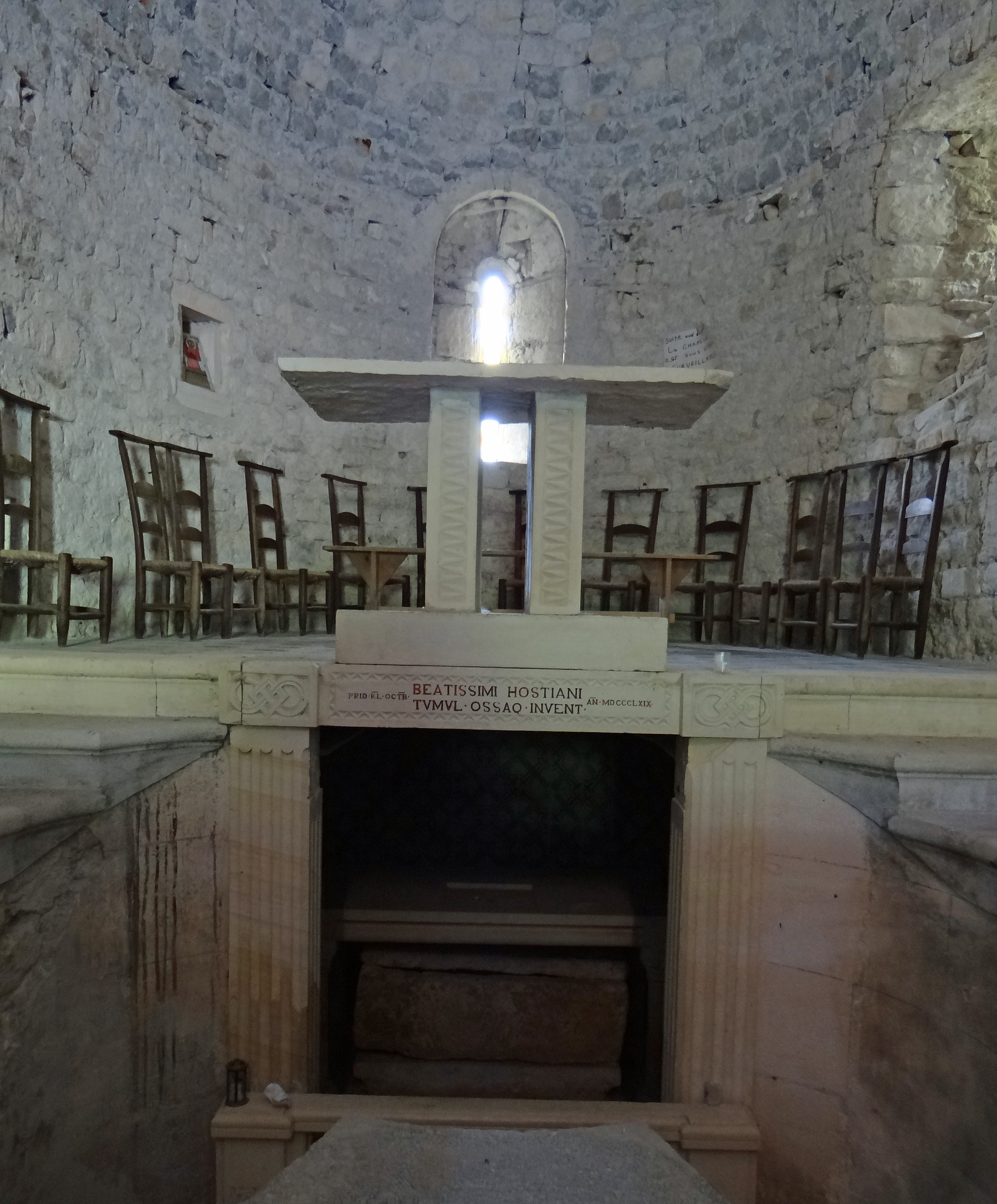
Crypte avec le sarcophage de saint Ostian et chœur.

L'édifice est classé au titre des monuments historiques en 1983,.